# Swell (Somerset)
Swell – wieś w Anglii, w Somerset. W 1931 roku civil parish liczyła 63 mieszkańców. Swell jest wspomniane w Domesday Book (1086) jako Sewelle/Sewella.